# Cebulica syberyjska
Cebulica syberyjska (Scilla siberica) – gatunek byliny należący do rodziny szparagowatych. Pochodzi z zachodniej Azji, Kaukazu i wschodniej Europy. Jest uprawiany w wielu krajach świata. W Polsce jest uprawiany jako roślina ozdobna, czasami dziczejąca (kenofit, efemerofit).

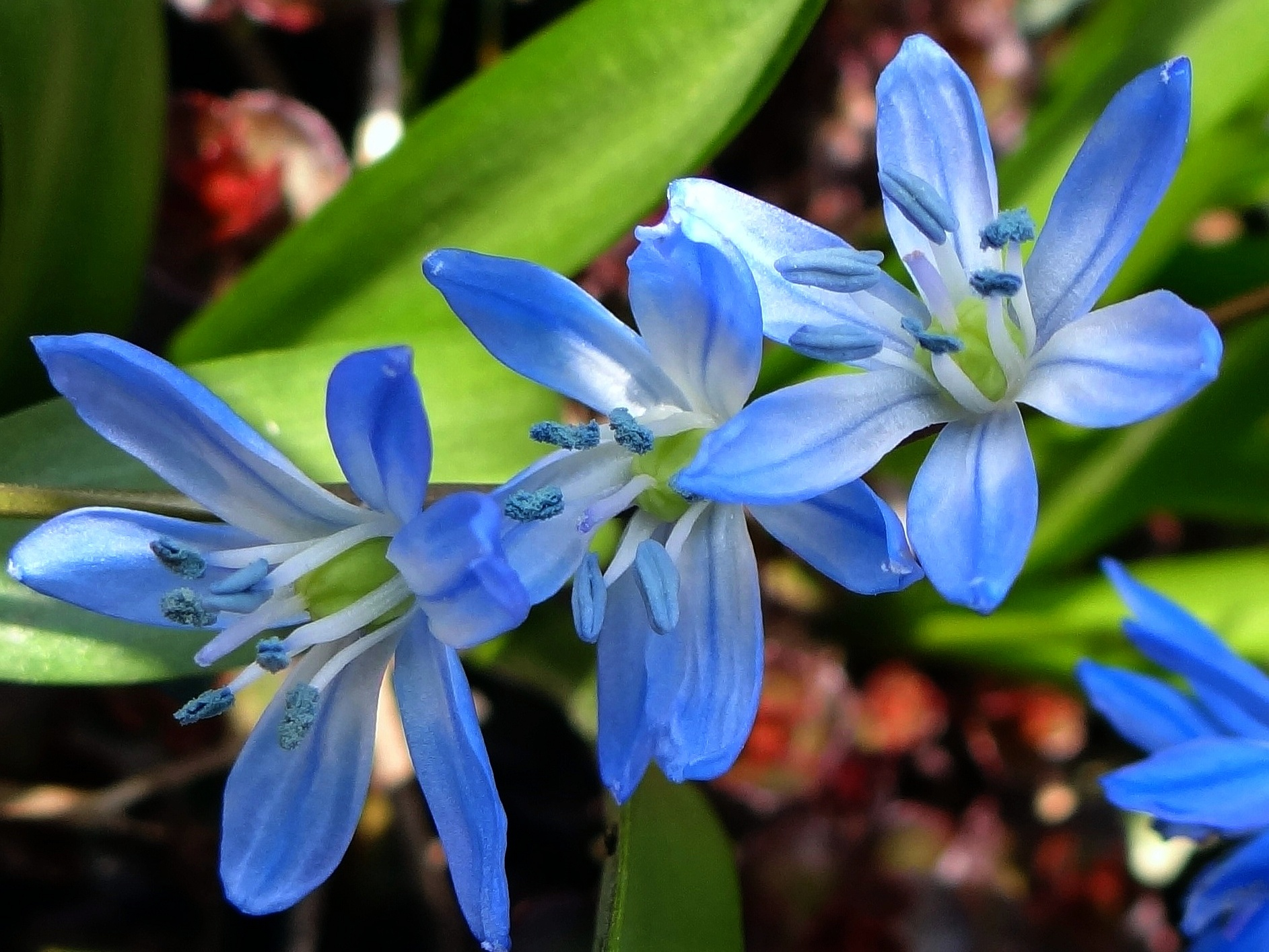
Kwitnąca cebulica

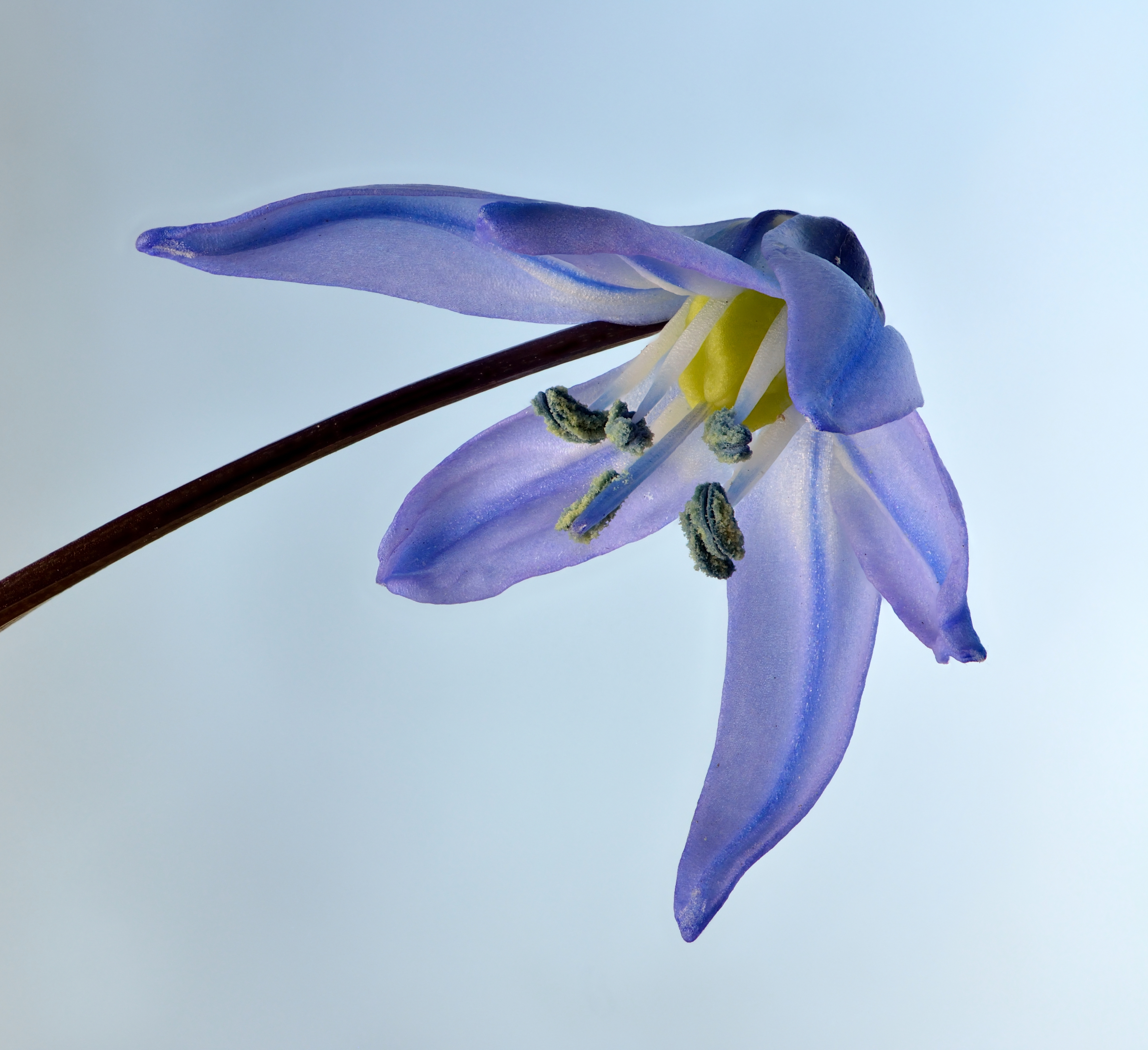
Kwiat

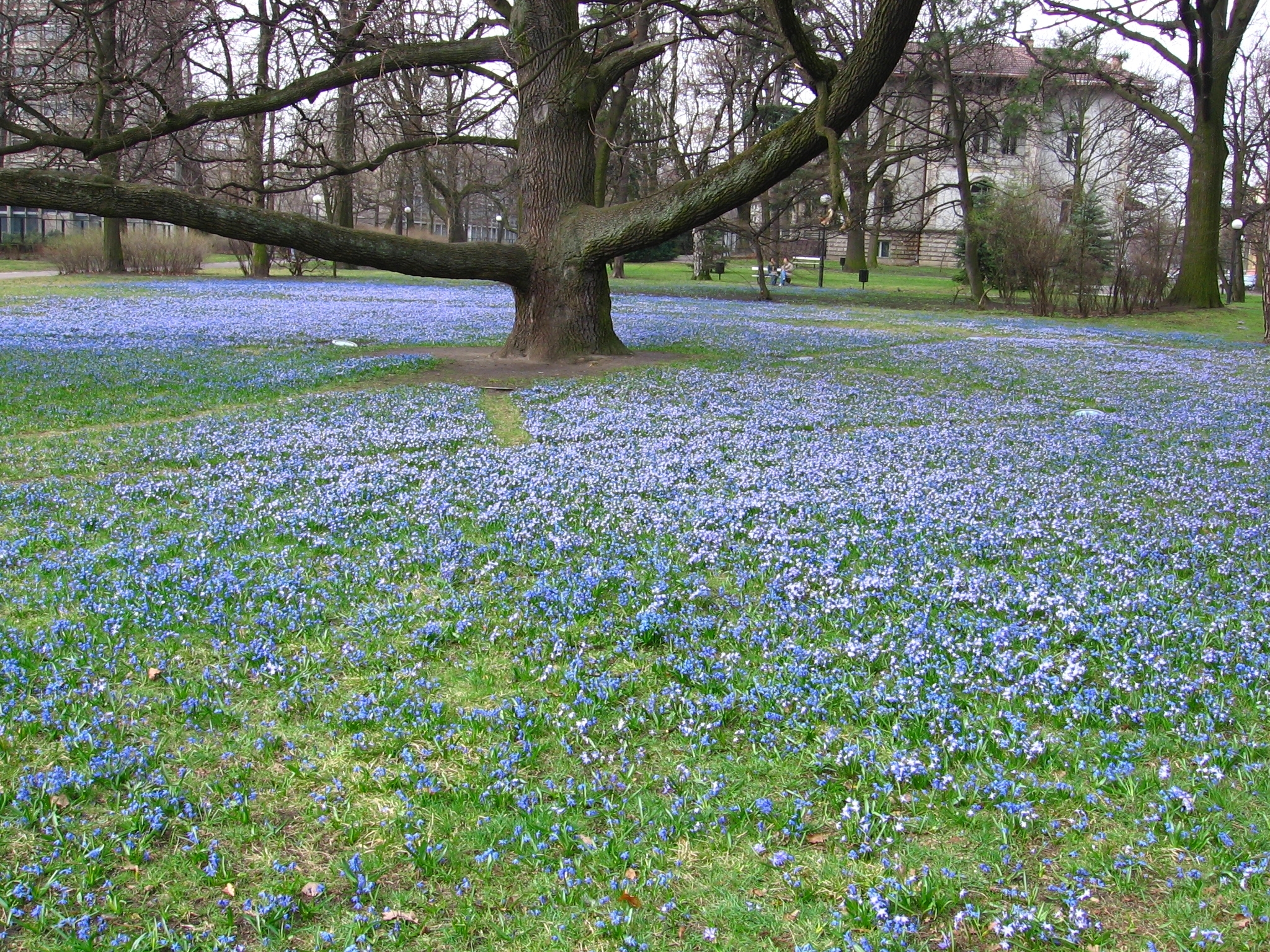
Cebulica syberyjska w Parku Klepacza w Łodzi

## Morfologia
PokrójNieduża roślina, osiągająca wysokość zaledwie 10–15 cm.
LiścieLiście odziomkowe, podłużne, lancetowate o zaostrzonych końcach, mięsiste. Wyrastają wczesną wiosną, równocześnie z kwiatami. Pod koniec czerwca kończą wegetację i wysychają.
KwiatyNa szczycie nieulistnionego głąbika wyrasta 2–5 pojedynczych, zwisających kwiatów. Mają one dzwonkowaty kształt i składają się z 6 podłużnych, wolnych listków okwiatu o intensywnie lazurowoniebieskim kolorze z ciemniejszą pręgą. Roślina kwitnie wczesną wiosną; od marca do kwietnia.
CebulaPojedyncza cebulka mateczna, tworząca mniejsze cebulki przybyszowe. Łuski okrywające gatunku purpurowe, odmiana 'Alba' ma białe łuski.

## Zastosowanie
Roślina ozdobna: Uprawiana jako roślina ozdobna, ze względu na swoje intensywnie niebieskie kwiaty i kwitnienie wczesną wiosną. Nadaje się do ogrodów skalnych, na rabaty.

## Uprawa
Geofit cebulowy. Dobrze rośnie na lekkich i żyznych glebach, najlepiej jeśli gleba jest próchniczna, przepuszczalna, lekko wilgotna. W okresie kwitnienia wymaga wilgoci. Może rosnąć zarówno w półcieniu, jak i na słonecznym stanowisku. Na zimę stanowiska przykrywa się torfem. Rozmnażanie wegetatywne za pomocą cebulek bocznych. Rozmnażanie generatywne łatwe, po stratyfikacji nasion. Rośliny zakwitają po trzech, czterech latach. Sadzi się je na głębokość 6–8 cm w odstępach co 5–10 cm, a na miejsca docelowe co 10–20 cm.